# Kurt Tucholsky
Kurt Tucholsky (Berlin, 1890. január 9. – Hindas (Göteborg közelében), 1935. december 21.) német író, esszéista, újságíró, a weimari köztársaság egyik legharcosabb szószólója.

## Élete
1890. január 9-én látta meg a napvilágot egy berlini zsidó kereskedő fiaként. Apja kívánságának megfelelően jogot tanult Genfben és Jénában, 1915-ben még doktorált is, majd besorozták és három évig volt frontszolgálaton az első világháborúban. Már a háború előtt is publikált esszéket és verseket az SPD (Német Szociáldemokrata Párt) Vorwärts (Előre) című újságjában. 1912-ben jelent meg a Rheinsberg – Ein Bilderbuch für Verliebte (Rheinsberg. Képeskönyv szerelmeseknek) című nagy sikerű regénye. 1913-tól írt cikkeket Siegfried Jacobson Schaubühne (Színpad) című folyóiratában. A háborúban látott szörnyűségek benne is mély nyomot hagytak. 1918-tól kizárólag az (újság)írásnak szentelte idejét és olyan jelentős lapoknak dolgozott mint a Weltbühne, Simplicissimus, Vossische Zeitung, Berliner Zeitung, Das Andere Deutschland, Die Literarische Welt. A legfontosabb ezek közül a Weltbühne című baloldali intellektuális lap volt, rövid időre még az újság irányítását is átvette, majd később Carl von Ossietzky váltotta fel.

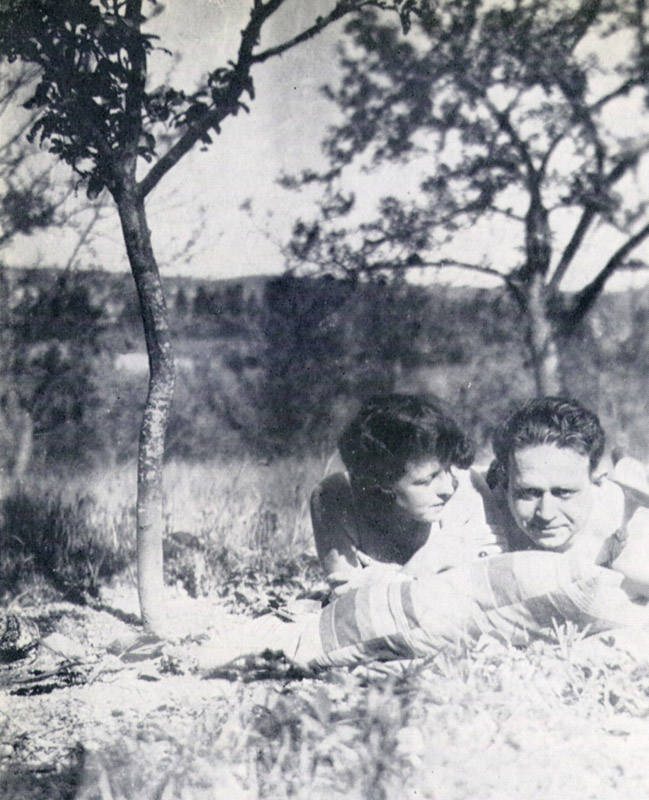
Tucholsky és Lisa Matthias a svédországi Läggestában, 1929-ben

Hihetetlenül termékeny író volt. 1911 és 1932 között különböző újságokban és hetilapokban több mint 700 versét közölték. Ezek közül több mint 600 egyik író álneve, Theobald Tiger (Tigris Theobald) alatt jelent meg, 70 mint Kaspar Hauser költeményei és 36 saját nevén. Talán írói termékenységének elkendőzése, a hihetőség kedvéért használt írói álneveket, mások szerint időnként valóban több személyiség benyomását keltette. A különböző író álneveket valóban mindig különböző műfajoknak megfelelően használta: Kaspar Hauser és Peter Panter (Párduc Péter) írta a kritikákat, Theobald Tiger (Tigris Theobald) a verseket, Ignaz Wrobel pedig a szatírákat.
1929-ben, Hitler hatalomra kerülése előtt négy évvel jelent meg a radikális nacionalizmust, a pöffeszkedő és okoskodó németeskedést ostorozó Deutschland, Deutschland, über alles című provokatív könyve. 1933-ban a nácik megvonták tőle a német állampolgárságot és sok más író mellett az ő könyveit is nyilvánosan elégették, de szerencséjére ekkor már Svédországban tartózkodott. Mind íróként, mind publicistaként, mind költőként elnémult hangja, leveleit úgy írta alá, hogy "ein aufgehörter Deutscher" (abbahagyott német) vagy "ein aufgehörter Schriftsteller" (abbahagyott író). Tehetetlensége őrületbe kergette, búskomorrá sőt pesszimistává vált, végül a barátait sem látogatta már. 1935-ben véget vetett életének (mérget ivott), bár a körülmények máig tisztázatlanok maradtak.

## Munkássága
Meggyőződéses pacifista és demokrata volt, a weimari köztársaság elszánt védelmezője és szószólója. Legnagyobb sikere két szerelmi történet volt, Rheinsberg (1912) és Schloß Gripsholm (1931). Mindkettőben a hétköznapi élet boldogsága áll a középpontban, amit az ember csak akkor hajlamos igazán értékelni, ha már elmúlt. Dante szellemében "Nessun maggior dolore, che ricordarsi dal tempo felice nella miseria" (Nincs fájdalmasabb, mint a szebb időkre emlékezni a nyomorúságban.)
Nem a klasszikus verselés szabályainak megfelelően írt, legkevésbé a kabarédalokat és sanzonokat, amelyeket revüszínházak olyan csillagai számára költött, mint Trude Hesterber, Gussy Holl, Kate Kühl, Claire Waldoff. Írásaiban mindig észben és szem előtt tartotta közönségét. Jól ismerte a kis- és nagypolgár, a munkás és baloldali funkcionárius ízlését és gondolkodását. Stílusát a műfajnak, a megcélzott közönségnek megfelelően változtatta. Használt rétegnyelvi és nyelvjárási kifejezéseket, szófordulatokat, mindemellett a német irodalmi nyelv 20. századi nagymestere.

## Művei
Regények, esszék, elbeszélések
- Rheinsberg – ein Bilderbuch für Verliebte. Juncker, Berlin 1912, Rowohlt, Reinbek, 2004. ISBN 3-499-23593-5
- Der Zeitsparer. Grotesken von Ignaz Wrobel. Reuss & Pollack, Berlin 1914, Berlin, 1976. (fakszimile kiadás: Galgenberg, Hamburg, 1986) ISBN 3-925387-13-7
- Fromme Gesänge. Von Theobald Tiger mit einer Vorrede von Ignaz Wrobel. Lehmann, Charlottenburg 1919, Berlin, 1979
- Träumereien an preußischen Kaminen. Von Peter Panter. Lehmann, Charlottenburg 1920, Berlin, 1978
- Ein Pyrenäenbuch. Verlag Die Schmiede, Berlin 1927; Rowohlt, Reinbek, 1995. ISBN 3-499-10474-1
- Mit 5 PS. E. Rowohlt, Berlin, 1928, 1985. ISBN 3-499-10131-9
- Deutschland, Deutschland über alles. Ein Bilderbuch von Kurt Tucholsky und vielen Fotografen. Montiert von John Heartfield. Neuer Deutscher Verlag, Berlin 1929; Rowohlt, Reinbek, 1996. ISBN 3-499-14611-8[9]
- Das Lächeln der Mona Lisa. E.Rowohlt, Berlin, 1929, 1985 (5. kiadás)
- Lerne lachen ohne zu weinen. Rowohlt, Berlin, 1931, 1985 (5. kiadás)
- Schloß Gripsholm. Eine Sommergeschichte (1931). Rowohlt, Reinbek, 69. kiadás. 2004. ISBN 978-3-499-10004-8
- Walter Hasenclever, Kurt Tucholsky: Christoph Kolumbus oder Die Entdeckung Amerikas. Komödie in einem Vorspiel und sechs Bildern. Von Walter Hasenclever und Peter Panter (1932). Ms. Neuer Bühnenverlag, Zürich 1935, Das Arsenal, Berlin 1985. ISBN 3-921810-72-8

Levelek és naplók
- Sudelbuch. Rowohlt, Reinbek 1993. ISBN 3-498-06506-8
- Die Q-Tagebücher. 1934–1935. Szerkesztette Mary Gerold-Tucholsky és Gustav Huonker. Rowohlt, Reinbek 1978, 1985. ISBN 3-499-15604-0
- Ausgewählte Briefe 1913–1935. Szerkesztette Mary Gerold-Tucholsky és Fritz J. Raddatz. Rowohlt, Reinbek, 1962
- Unser ungelebtes Leben. Briefe an Mary. Szerkesztette Fritz J. Raddatz. Rowohlt, Reinbek 1982, 1990. ISBN 3-499-12752-0
- Briefe aus dem Schweigen. 1932–1935. Briefe an Nuuna. Szerkesztette Mary Gerold-Tucholsky és Gustav Huonker. Rowohlt, Reinbek 1977, 1990. ISBN 3-499-15410-2
- Briefe an eine Katholikin. 1929–1931. Rowohlt, Reinbek 1969, 1970. ISBN 3-498-06463-0

## Magyarul
- A gripsholmi kastély. Nyári történet; ford. Nádass József, utószó Paulinyi Zoltán; Európa, Bp., 1957
- Különös lapokat élünk; vál., jegyz. Paulinyi Zoltán, ford. Hegedüs Géza, Palasovszky Ödön, utószó Walkó György; Európa, Bp., 1959
- Alligátor a színpadon. Panter, Tiger és társaik. Karcolatok; összeáll., ford., bev. Szolcsányi Ferenc; Magvető, Bp., 1959 (Vidám könyvek)
- A majomketrec. Publicisztikai írások; ford. Palasovszky Ödön; Európa, Bp., 1980